# Reichenbach (Vogtland) Oberer Bahnhof
Reichenbach (Vogtland) Oberer Bahnhof is een spoorwegstation in de Duitse plaats Reichenbach im Vogtland.